# ウンスプネン祭

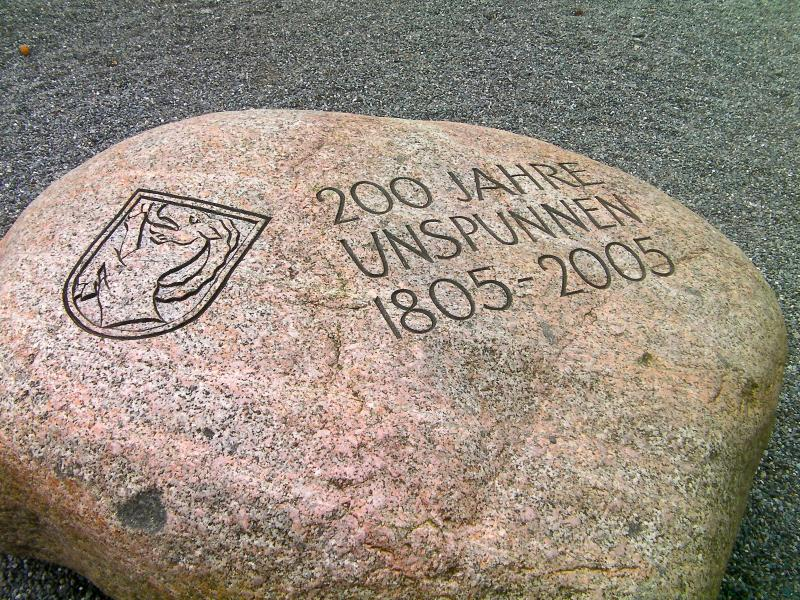
Unspunnenfestの200周年を記念するマーカー

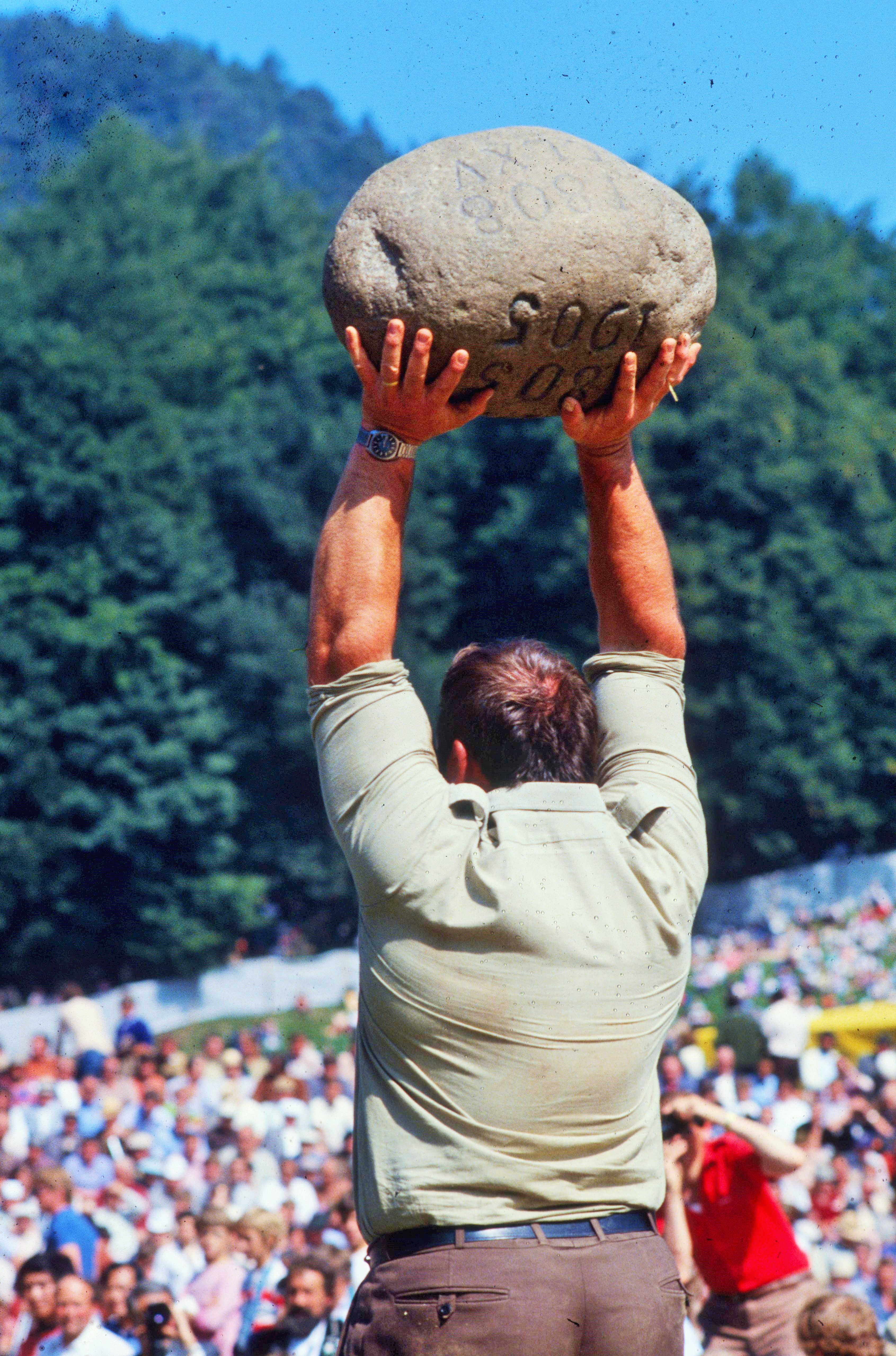
1981年ウンスプネン祭のシュタインシュトッセン

ウンスプネン祭（ウンスプネンさい、独: Unspunnenfest）は、スイスのインターラーケンにあるウンスプネン城周辺で開催される祭典。ほぼ12年に一度開催され、最近では2017年に開催された。スイスの伝統文化や、シュタインシュトッセン（石投げ）、シュヴィンゲン（スイス相撲）、ヨーデルなどの伝統競技が披露される。特に、石投げで使用される石はオーバーハスリ地方アーレ川の花崗岩で「ウンスプネン石」として有名であり、83.5 kg (184.1 lb)もの重さがある。

## 歴史
ウンスプネン祭の歴史は13世紀までさかのぼり、地元の豪族ブルックハルト・フォン・ウンスプネンと、ベルンを建設したツェーリンゲン家のベルトルト5世が、ウンスプネン城近郊で和議を結んだことに由来する。

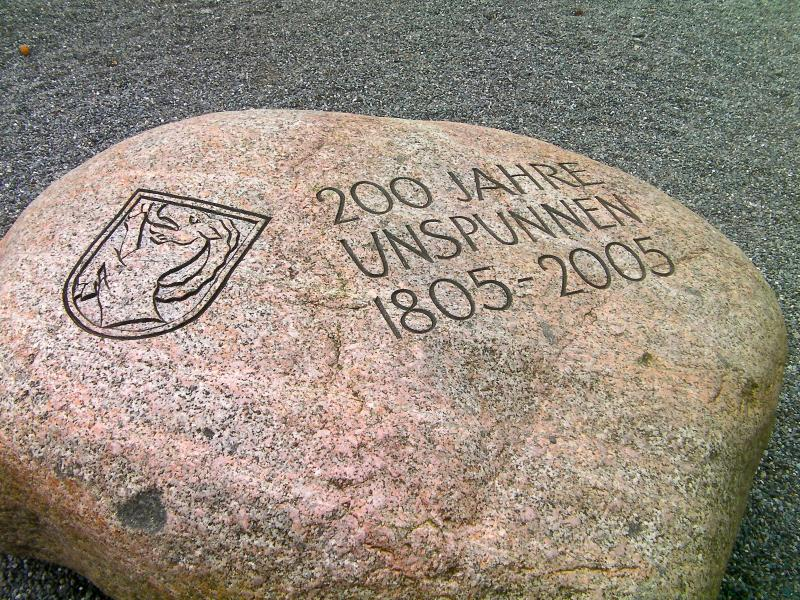
ウンスプネン祭の200周年を記念するウンスプネン石

最初の公式の祭典は、1805年4月17日に開催された。ちょうどナポレオン・ボナパルトがスイスに侵攻するという同じような戦時の情勢で、国内の統一感を高めるものと期待されていた。ベルン高地の人々がヘルヴェティア共和国内で独立の州であるオーバーラント州を形成し、ベルン市長ニクラウス・フリードリヒ・フォン・ミューリネンとインターラーケン裁判所長フランツ・ルートヴィッヒ・トールマンらに働きかけて、この祭典を通じて団結を促したのである。祭典は開催されたものの団結の点においてはあまりうまくいかず、都市部と山村部の住民の間では未だに相反する感情が残っている。しかし、文化的な面と財政的な面で、最初の二回の祭典は大成功を収めた。スイス建築遺産協会とスイス伝統衣装協会は、この祭典を期に誕生している。

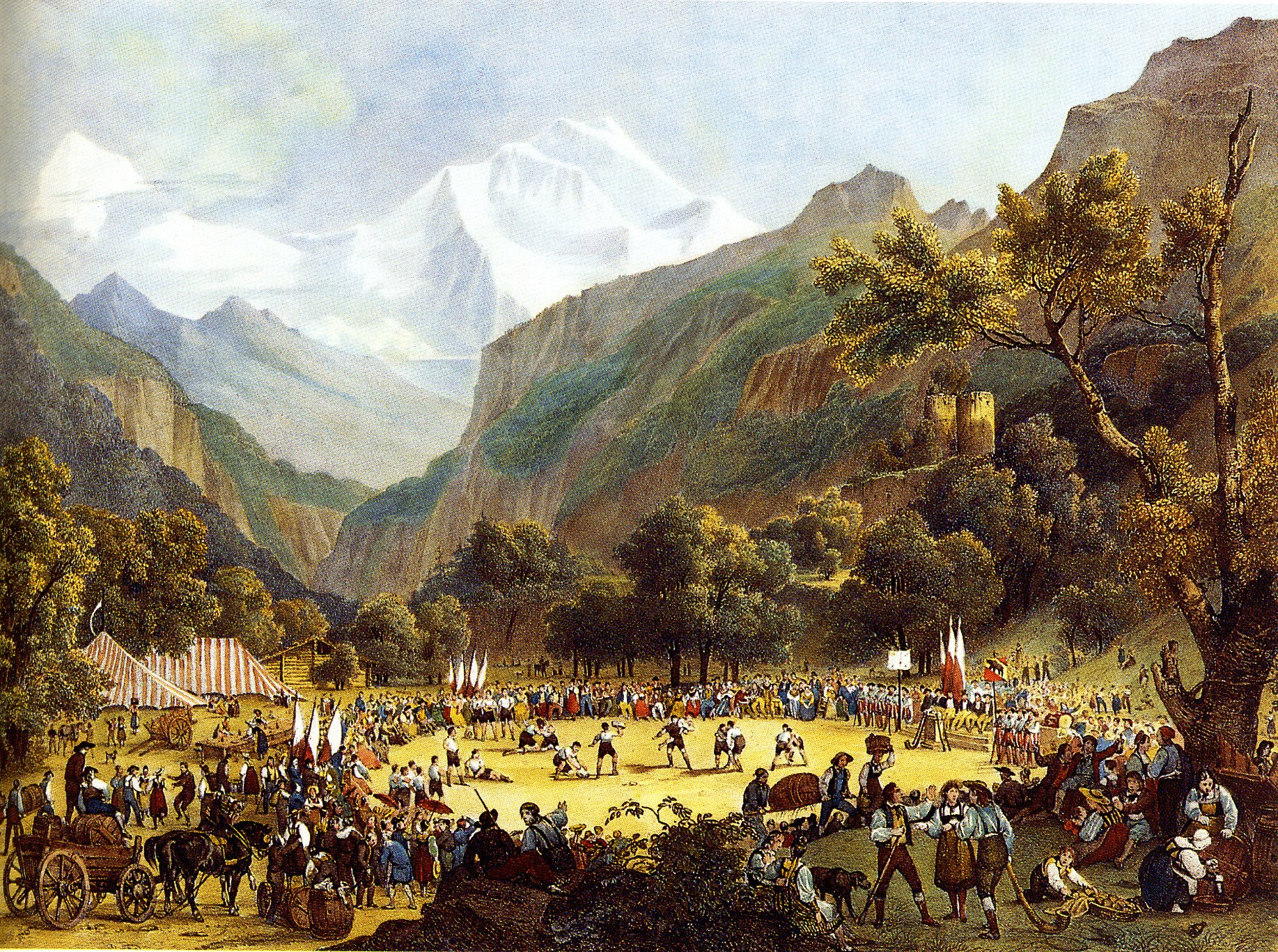
1808年のウンスプネン祭

第二回のウンスプネン祭は1808年に開催されたが、第一回の時に使用された184 lb (83 kg)の石はその間に紛失しており、第二回祭典では167 lb (76 kg)の石が使われた。第三回ウンスプネン祭は、100年後の1905年まで待たねばならなかったが、第二回祭典の時の石を使うことができたので、現在ではその石に「1805」と「1905」の数字が刻まれている。ウンスプネン祭が定期的に開催されるようになったのはさらに後の1946年からで、当時は「スイスの伝統衣装と牛飼いの祭典」と呼ばれていた。以後、1955年、1968年、1981年、1993年と開催されている。

### ウンスプネン石盗難事件
1984年6月3日日曜日、ベルン州のジュラ地方の独立を求める牡羊団によって、ウンターゼーエン博物館から1808年使用のウンスプネン石が盗まれる事件が起き、石が政治的な人質となった。そこで1808年の石と同じくらいの重さとなる83.5 kgの石が探し出され、以後の競技のすべてで用いられるようになっている。この石は現在、インターラーケンUBS銀行の窓口ホールで見ることができる。
1999年、ある写真家がブリュッセルの私邸に招かれた時に、ウンスプネン石だとされる石を見せられた。そこで彼は証拠として写真を撮って帰ったところ、インターラーケン体操協会の会員で1984年に新たな石を選ぶのに関わった者が、これが本物の盗まれたウンスプネン石だと特定した。不思議なことに石は、2000年8月にジュラ州のセーニュレジエで開かれた祭典の場で、駐ベルリン・スイス大使ボラーの妻であったアメリカ合衆国生まれの女優ショーン・フィールディングのもとに「菓子」と書かれた箱に詰められ郵送されてきた。残念ながら、石は破損していた。1992年に行われたスイスの国民投票で、スイスがヨーロッパ経済共同体に参加することが否決された時、牡羊団がその石にヨーロッパ連合を象徴する12個の星と、国民投票の行われた1992年12月6日の日付、そして牡羊団の紋章を刻んでいたのである。その結果、石の重さは2.3 kg (5.1 lb)軽くなっており、競技では使えなくなってしまっていた。
さらに2005年には、インターラーケンのホテルから再び1808年のウンスプネン石が盗まれた。現場には代わりに、ジュラの紋章が入った小さな石が盗賊によって置かれていた。フランス語を話す分離主義者たちはこの事件への関与を否定しつつも、窃盗行為を支持する声明を出した。その後、その石がどこにあるのかは分かっていない。

## 最近の状況

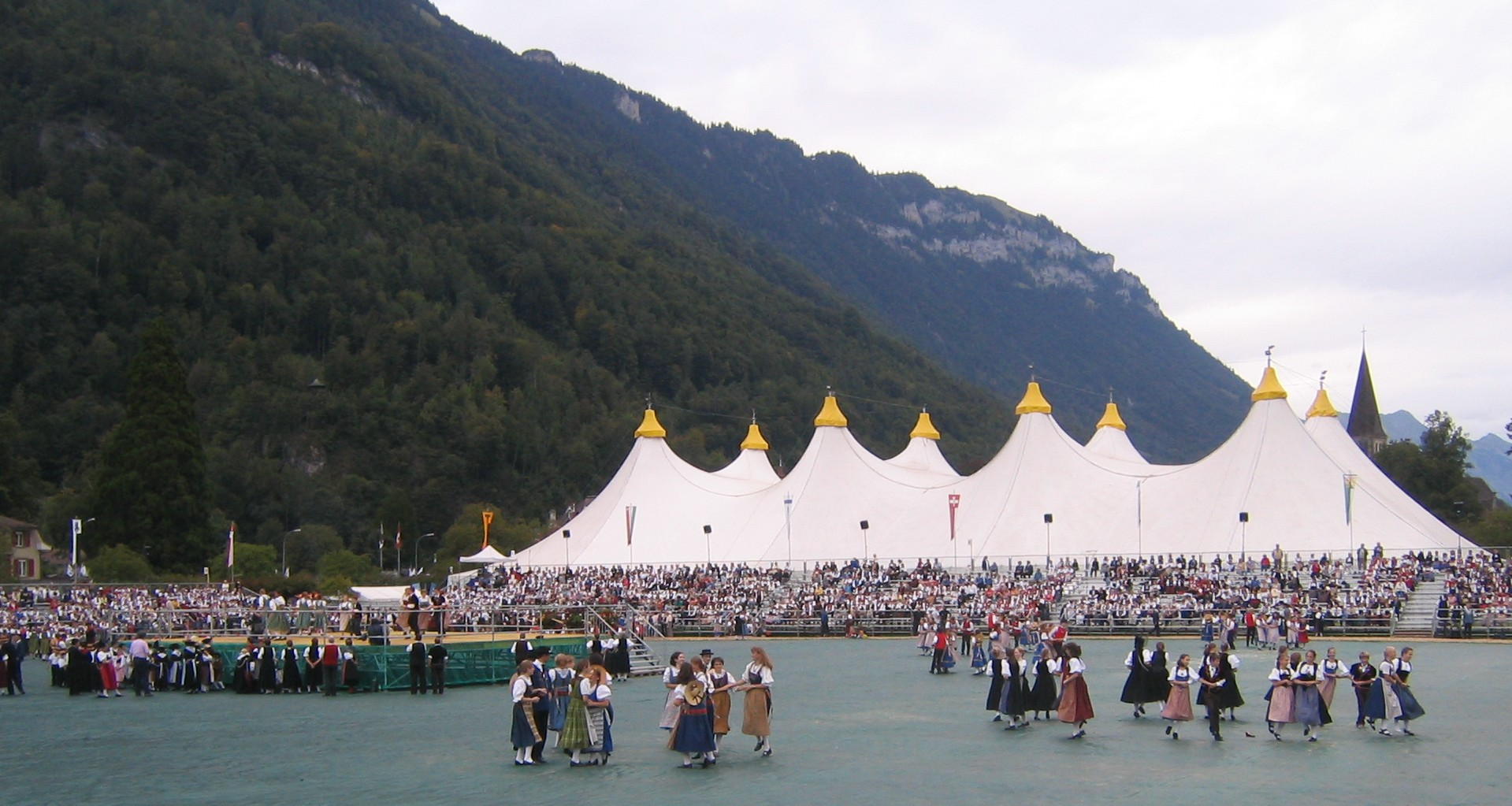
2006年ウンスプネン祭の伝統舞踊

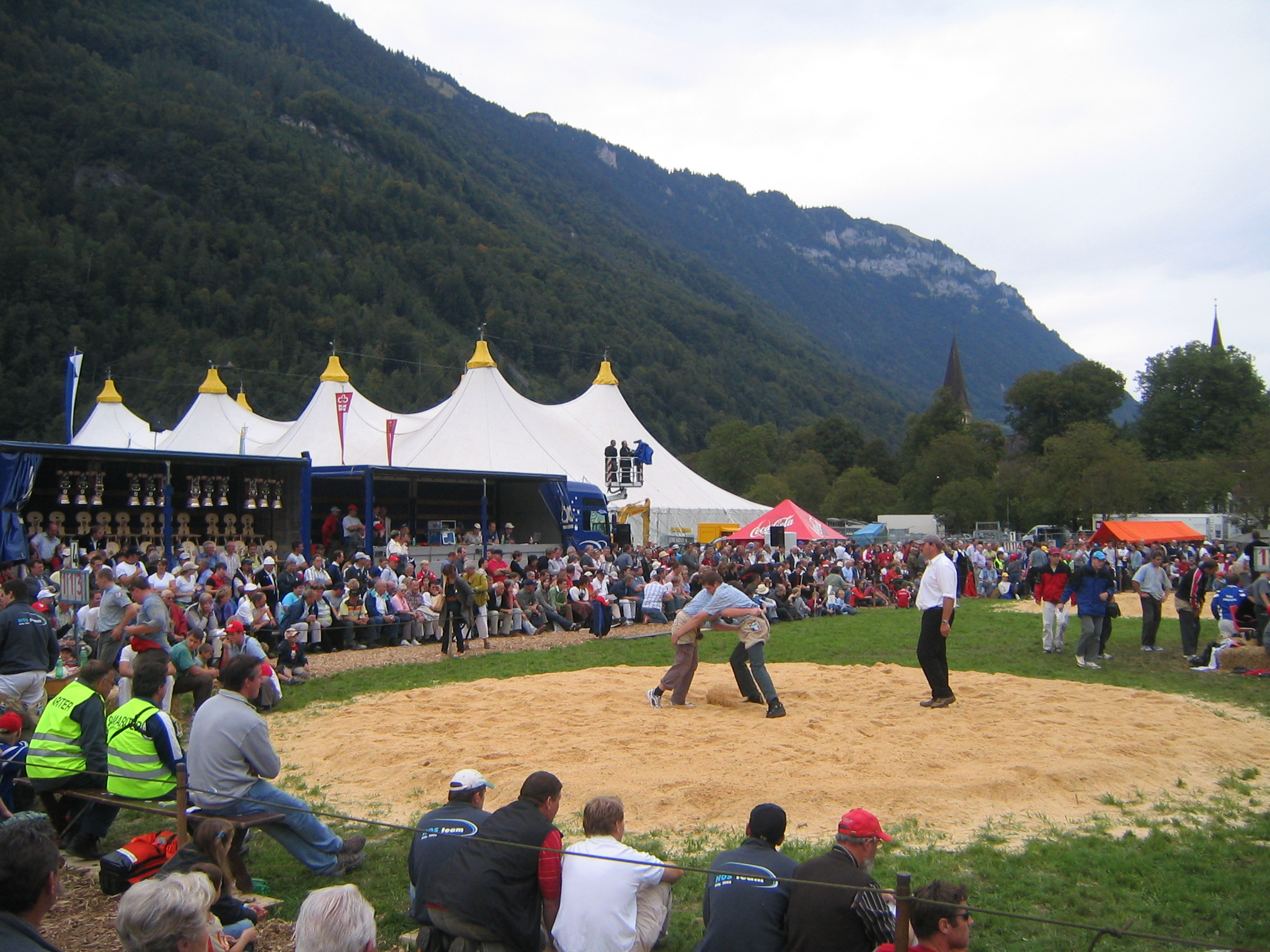
2006年ウンスプネン祭のシュヴィンゲン

2005年のウンスプネン祭は、洪水によって1年延期され、2006年の9月に開かれた。その年のシュタインシュトッセンの優勝者は、ウンスプネン石を3.89 m (12 ft 9 in)飛ばした。
最近のウンスプネン祭は2017年に開かれた。次回は2029年を予定している。